# Damián Reca
 Damián Reca  o  Damián M. Reca  (1894, La Plata – 4 de maig de 1937, Buenos Aires), fou un jugador d'escacs argentí. Fou el primer Campió de l'Argentina (el 1921), títol que repetí quatre cops més, els anys 1923, 1924, 1925, i 1926.

## Resultats destacats en competició
El seu primer torneig rellevant fou el campionat de la província de Buenos Aires, jugat a la seva ciutat natal de La Plata.
El 1921, va guanyar el 1r Campionat Argentí, en vèncer al torneig preliminar celebrat a Buenos Aires, i organitzat pel Club Argentino de Ajedrez i posteriorment en vèncer en un matx pel títol contra Benito Villegas (5 : 2), el 1921/22. Fou 7è (de 18) al (1r Torneo Suramericano de Carrasco (Montevideo) 1921/22 (el campió fou Roberto Grau). El 1922, al II Campionat Argentí a Buenos Aires, quedà empatat als llocs 2n-3r (el campió fou Villegas). El 1923/24, va guanyar a Buenos Aires el torneig del III Campionat Argentí, i posteriorment guanyà Villegas (5 : 3) en el matx pel títol. El 1923 guanyà el torneig del  Círculo de Ajedrez de Vélez Sarsfield . El 1924 i 1925, fou declarat campió argentí sense que es disputés cap matx oficial (tot i que en el període, Reca va perdre un matx contra Richard Réti 0.5 : 2.5 a Buenos Aires 1924)., i va guanyar un matx no oficial contra Julio Lynch 5.5 : 2.5 el 1925).
El 1924 va participar en la competició individual de la I Olimpíada no oficial a París, 1924, on va empatar als llocs 8è a 13è en la Copa de Consolació (el campió fou Karel Hromadka). Va empatar al 2n-3r lloc a Montevideo 1925 (2n Torneo Sudamericano, el campió fou Luis Palau). El 1926, en el VI Campionat argentí, va perdre el matx pel títol contra Grau (3 : 5). El 1927 va guanyar el torneig de Buenos Aires pel VII Campionat argentí, però finalment refusà de jugar contra Grau pel títol. El 1927 va guanyar també el pentagonal de Buenos Aires.
Reca va representar l'Argentina a la competició per equips de la II Olimpíada d'escacs a La Haia, 1928 (+4 –5 =4).
Va escriure una monografia sobre la defensa Caro-Kann, Atac Pànov, de la qual n'era especialista.